# Annetta Alexandridis
Annetta Alexandridis (* 1968) ist eine deutsche Klassische Archäologin.
Annetta Alexandridis studierte zunächst 1986/87 Französische Sprache und Französische Musik an der Sorbonne in Paris, danach Klassische Archäologie, Alte Geschichte und Kunstgeschichte an der École du Louvre in Paris (1987/88), der Universität München (1989/90, 1991–1994) und der Universität Perugia (1990/91). An der Universität München erlangte sie mit der Arbeit „Statuarische Darstellung römischer Kaiserinnen am Beispiel der Faustina maior und der Faustina minor“ den Magister Artium-Abschluss, die Promotion bei Paul Zanker mit der Bewertung summa cum laude folgte 1997 mit der Arbeit „Die Frauen des römischen Kaiserhauses von Livia bis Iulia Domna in statuarischer, epigraphischer und numismatischer Überlieferung“. Die Dissertation wurde mit dem Förderpreis der Universität ausgezeichnet. Kurzzeitig war sie danach Volontärin an der Kommission zur Erforschung des antiken Städtewesens der Bayerischen Akademie der Wissenschaften. Daran anschließend war Alexandridis 1997/98 als Inhaberin des Reisestipendiums des Deutschen Archäologischen Instituts im Mittelmeerraum unterwegs. Daran schloss sich 1998/99 ein Volontariat an der Antikensammlung Berlin an. 1999 wechselte sie als Wissenschaftliche Assistentin an die Universität Rostock. 2005–2006 war Alexandridis Junior Fellow am Center for Hellenic Studies in Washington, D.C. Seit 2006 lehrt sie zunächst als Assistenzprofessorin, mittlerweile als Associate Professor für antike Kunstgeschichte und Archäologie an der Cornell University.
Alexandridis forscht insbesondere zur Ikonografie der griechischen Mythen, Tieren und Menschen, zur römischen Skulptur sowie zur Beziehung von Archäologie und Fotografie. Sie ist Mitglied des Deutschen Archäologen-Verbandes und war von 2004 bis 2006 Mitglied im Vorstand der Vereinigung. Zudem ist sie Mitglied des Archaeological Institute of America. 1987 nahm sie an Ausgrabungen in Archanes teil, 1990 bis 1992 an den von Ulrich Sinn geleiteten Ausgrabungen in Olympia, 1997 und 1999 an den von Valentin Kockel geleiteten Ausgrabungen in der Region des Macellums von Ostia Antica sowie seit 2007 an den von Crawford H. Greenewalt, Jr. geleiteten Ausgrabungen in Sardis.

## Schriften
- mit Christine Kühn: Italienische Fotografien aus der Sammlung John Henry Parker 1806–1884, Kunstbibliothek, Berlin 2000 ISBN 3-88609-009-4
- Milet. Eine antike Metropole, Freunde der Antike auf der Museumsinsel Berlin, Berlin 2001
- Die Frauen des römischen Kaiserhauses. Eine Untersuchung ihrer bildlichen Darstellung von Livia bis Iulia Domna, Philipp von Zabern, Mainz 2004 ISBN 3-8053-3304-8
- mit Wolf-Dieter Heilmeyer: Archäologie der Photographie. Bilder aus der Photothek der Berliner Antikensammlung, Philipp von Zabern, Mainz 2004 ISBN 3-8053-3329-3
- Herausgeberin mit Markus Wild und Lorenz Winkler-Horaček: Mensch und Tier in der Antike. Grenzziehung und Grenzüberschreitung, Reichert, Wiesbaden 2008 ISBN 978-3-89500-583-1
- mit Lorenz Winkler-Horaček (Hrsg.): Destroy the Copy – Plaster Cast Collections in the 19th–20th Centuries. Demolition, Defacement, Disposal in Europe and Beyond. De Gruyter, Berlin 2022, ISBN 9783110751314.